# يعقوب غريمنغر
يعقوب غريمنغر (25 أبريل 1892 - 28 يناير 1969) عضوًا في الحزب النازي الألماني وعضو شوتزستافيل (SS)، والمعروف أنه حامل قياسي ل Blutfahne، علم محور احتفالات الحركة النازية. 

## حياته
ولد غريمينغر في أوغسبورغ، بافاريا، ودخل الجيش الإمبراطوري الألماني عندما كان في السادسة عشرة من عمره. خدم خلال الحرب العالمية الأولى كميكانيكي في الفوج الجوي من 1914 و1917. قاتل في حملة جاليبولي. كما خدم سنة في فلسطين عاد بعدها إلى ألمانيا. بعد حصوله على الصليب الحديدي (من الدرجة الثانية) والميداليات البافارية والهلال الحديدي التركي، خرج غريمنغر من الجيش الإمبراطوري الألماني في عام 1919 بعد هزيمته. 

## نشاطه الحزب النازي
انضم إلى الحزب النازي (NSDAP) في عام 1922 وأصبح عضوًا في كتيبة العاصفة (SA). شارك في قتال الشوارع في كوبورغ عام 1922 وفي انقلاب بير هول في ميونيخ في 8 نوفمبر 1923. بعد خدمته في براون هاوس، المقر العام للحزب النازي، تم اختياره في عام 1926 ليصبح عضوًا في شوتزشتافل (SS). تمت ترقيته أثناء خدمته في كتيبة العاصفة وشوتزشتافل، وأخيراً وصل إلى رتبة إس إس- شتاندارتن فوهرر (أي ما يعادل العقيد). كعضو في شتاندارتن فوهرر، تم تعيينه لحمل Blutfahne ملطخة بالدماء من إنقلاب مينوخ. وقد تم تزيينه بشارة الحزب الذهبية، وسام الدم (رقم 714)، وشارة كوبورغ، وهي ثلاثة من أكثر الأوسمة قيمة لدى الحزب النازي.  مصير "Blutfahne"، الذي كان غريمنغر هو الوصي عليه، بعد سقوط الرايخ الثالث في منتصف عام 1945 غير معروف.